# Nava de Francia (kommunhuvudort)
Nava de Francia är en kommunhuvudort i Spanien.   Den ligger i provinsen Provincia de Salamanca och regionen Kastilien och Leon, i den centrala delen av landet, 200 km väster om huvudstaden Madrid. Nava de Francia ligger 1 042 meter över havet och antalet invånare är 149.
Terrängen runt Nava de Francia är kuperad åt sydost, men åt nordväst är den platt. Terrängen runt Nava de Francia sluttar österut. Runt Nava de Francia är det glesbefolkat, med 11 invånare per kvadratkilometer. Närmaste större samhälle är La Alberca, 5,2 km söder om Nava de Francia. Omgivningarna runt Nava de Francia är huvudsakligen savann.